# Duane Martin
Duane Martin (ur. 11 sierpnia 1965 w Nowym Jorku) – amerykański aktor filmowy i telewizyjny.

## Życiorys
Przyszedł na świat w Harlemie. Studiował na New York University i w tym czasie grał w koszykówkę. Później podpisał roczny kontrakt z New York Knicks i miał grać w lidze NBA na pozycji rozgrywającego. W telewizji po raz pierwszy pojawił się w serialu NBC „Out All Night”. Wystąpił także w serialach All of Us i Rita daje czadu. Jego znaczącymi rolami filmowymi są filmy „Biali nie potrafią skakać”, „Nad obręczą” i „The Seat Filler”.

## Życie prywatne
Od 1996 roku jego żoną jest Tisha Campbell-Martin. Para ma dwoje dzieci: Xen Martin (ur. 2001) i Ezekiel Chan (ur. 2009).

## Wybrana filmografia
- Biali nie potrafią skakać (1992) jako Willie Lewis
- Nad obręczą (1994) jako Kyle Watson
- Nagi peryskop (1996) jako Jefferson Jackson
- Krzyk 2 (1997) jako Joel
- Mr. Headmistress (1998) jako Jim
- Woo (1998) jako Frankie
- Bunt (1999) jako B.J. Teach
- Wybaw nas od Ewy (2003) jako Mike
- The Seat Filler (2004) jako Derrick